# 8e régiment de dragons (France)
 (juillet 2017).
Le 8e régiment de dragons (ou 8e RD), est une unité de cavalerie de l'armée française, créé sous la Révolution à partir du régiment de Penthièvre dragons, un régiment de cavalerie français d'Ancien Régime.

## Création et différentes dénominations

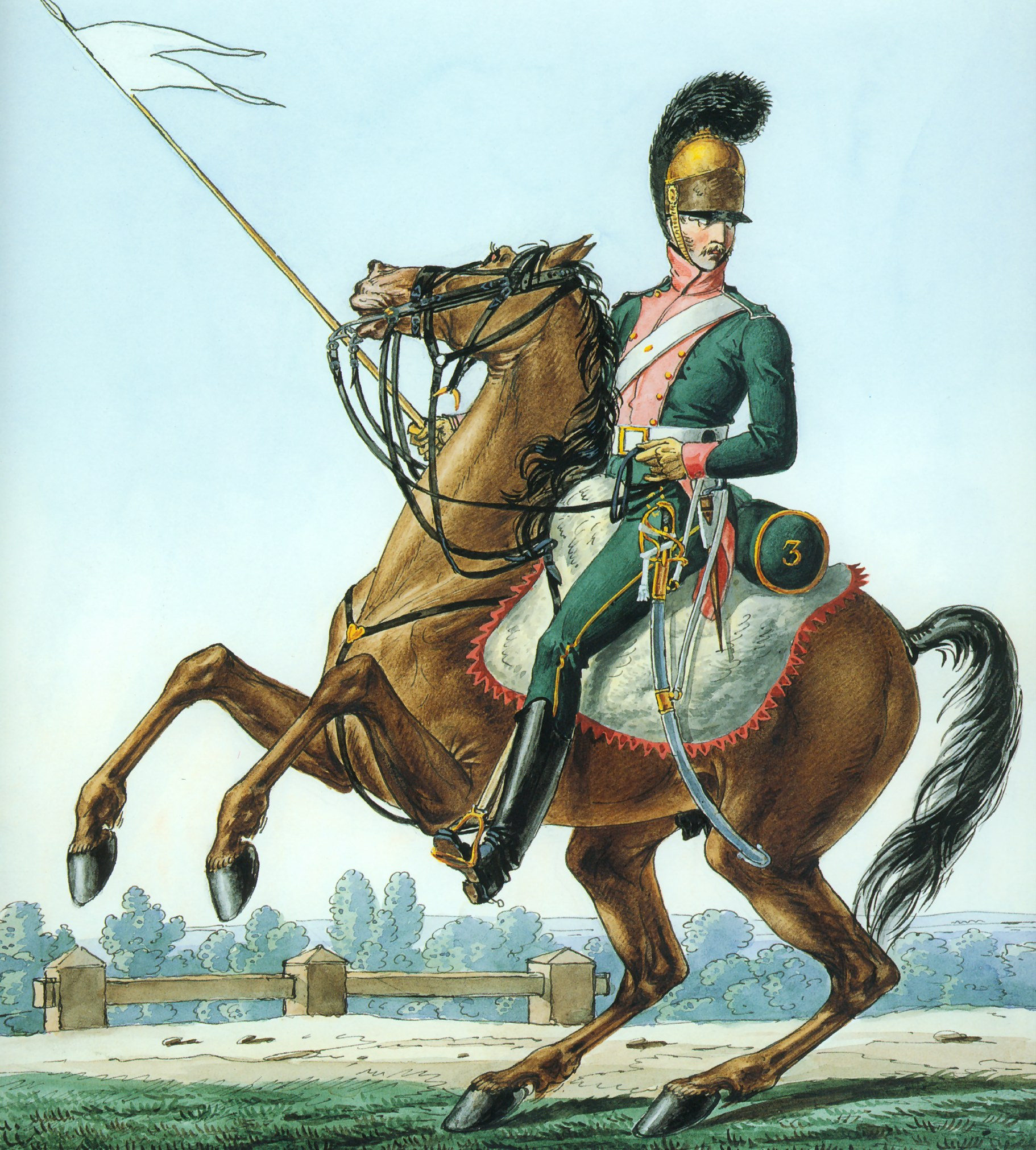
3e régiment de chevau-légers-lanciers, par Carle Vernet.

Le régiment a été créé en 1674 sous le nom de régiment d'Heudicourt. En 1688, il a été renommé régiment de Choiseul-Praslin, puis en 1693, régiment de Toulouse. En 1737, il a été rebaptisé régiment de Penthièvre. En 1776, il a pris le nom de régiment de Penthièvre-dragons.

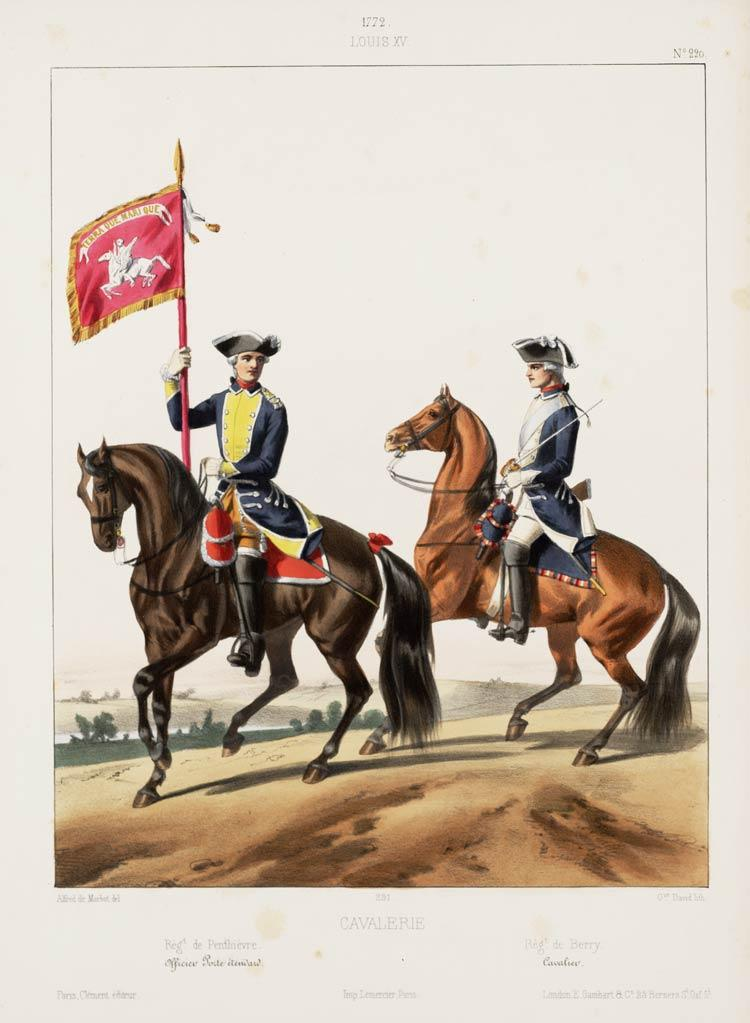
Penthièvre-dragons, officier portant le drapeau, d'après un dessin d'Alfred de Marbot.

En 1791, il est devenu le 8e régiment de dragons. Le 18 juin 1811, avec six autres régiments de dragons, il a été transformé en régiment de chevau-légers-lanciers et a été désigné comme le 3e régiment de chevau-légers-lanciers. En 1814, il a été renommé régiment du Dauphin, 3e lanciers, après avoir intégré les restes du 22e régiment de chasseurs à cheval et le 7e escadron du 2e chevau-légers de la Garde (Lanciers rouges).
En 1815, après les Cent-Jours, le régiment a été licencié. En 1816, il a été recréé sous le nom de régiment des dragons du Rhône. En 1825, il a été dissous, transformé en 8e régiment de cuirassiers, puis recréé sous le nom de 8e régiment de dragons.
En 1942, il a été dissous, mais maintenu clandestinement dans le maquis. En 1944, le 8e régiment de dragons a été recréé. En 1945, le 1er régiment de spahis marocains, initialement affilié à l’armée du Régime de Vichy, est passé dans l'Armée française de la Libération et a été fusionné avec le 8e régiment de dragons après avoir participé aux combats de Royan.
En 1964, le régiment a été dissous puis recréé avec les éléments du 4e régiment de hussards. Enfin, en 1977, il a été définitivement dissous.

## Garnisons
- 1869 : Abbeville
- 1887-1893 : Meaux
- 1894-1914 : Lunéville
- 1914-1914 : Vitry le François
- 1919-1942 : Lunéville (dissous mais maintenu dans le maquis)
- 1944-1946 : Campagne d'Alsace et d'Allemagne
- 1946-1952 : Poitiers
- 1952-1964 : Saarburg
- 1964-1977 : Morhange

## Mestres de camp, lieutenants-colonels et colonels
- 1er mars 1674: Michel Sublet marquis d'Heudicourt[1] ;
- 20 août 1688 : Jean Baptiste Gaston de Choiseul, comte d'Hostel et marquis de Praslin;
- 15 novembre 1693 : Antoine d'Aix de la Chaise, comte de Souternon[note 1],[2] ;
- 1er février 1702 : Jean-Louis-Baptiste de Goyon de Matignon, comte de Gacé;
- 22 septembre 1706 : Armand Louis de Vignerot du Plessis d'Aiguillon, marquis de Richelieu, comte d'Agenois;
- 27 mars 1714 : Louis du Frétoy, marquis d’Estournel;
- 18 octobre 1734 : la marquis d'Hautefort d'Ajat;
- 23 novembre 1736 : Sébastien de Poilvillain, marquis de Crenay, comte de Montaigu;
- 1er janvier 1748 : le vicomte de Castellane-Novéjean;
- 3 juillet 1753 : Henry de Lur d'Uza, comte de Saluces;
- 3 janvier 1770 : Michel Louis Marie marquis de Beuzeville;
- 2 mars 1773 : Conrad-Adolphe-Louis de Lardenois de Ville;
- 8 avril 1779 : Mathieu de Montholon;
- 13 avril 1788 : Jean, comte du Authier;
- 1791 : François du Bouzet de Montjoye
- 1792 : Jean Thomas Scelles de la Mothe
- 1793 : Charles Hubert de Gaignières
- 1794 : Jean Louis Falque
- 1797 : Jacques Louis François Milet
- 1800 : Louis Beckler tué le 24 décembre 1806, au combat de Nasielsk.
- 1806 : Alexandre Louis Robert Girardin d'Ermenonville
- 1811 : Alexandre Lebrun de Plaisance
- 1813 : Charles Joseph Hatry
- 1814 : Eugène-Gabriel-Louis-Texier d'Hautefeuille
- 1815 : Charles François Martigue
- 1823 : Pierre-Jacques Saint-Geniès
- 29 août 1835 : Jean-Alexandre Le Pays de Bourjolly
- 27 août 1839 :
- 1865-1869 : Xavier de Lagoutte du Vivier
- 1878: Guillaume Jean-Marie Gaston, comte Duhesme
- 1907 : Louis Conneau (1856-1930), né et élevé au Palais des Tuileries avec le Prince Impérial
- 1939 : Léon Cuny (3/9/1939 - 15/5/1940)
- 1940 : Commandant Kuntz (15/5/1940 - 26/5/1940 + au combat à Phalempin - 59)
- 30/08/1940 - 20/11/1941 : Colonel Olleris
- 1955 : Simon Y.
- 1963 : Paramelle
- 1964 : Mercier
- 1966 : Colomb
- 1968 : Perier
- 1970 : Delmotte
- 1972 : Perrey
- 1974 : Mialet
- 1976 : Lieutenant-colonel Georges Delclève

## Historique des garnisons, combats et batailles du8eRD

### Guerres de la Révolution et de l'Empire

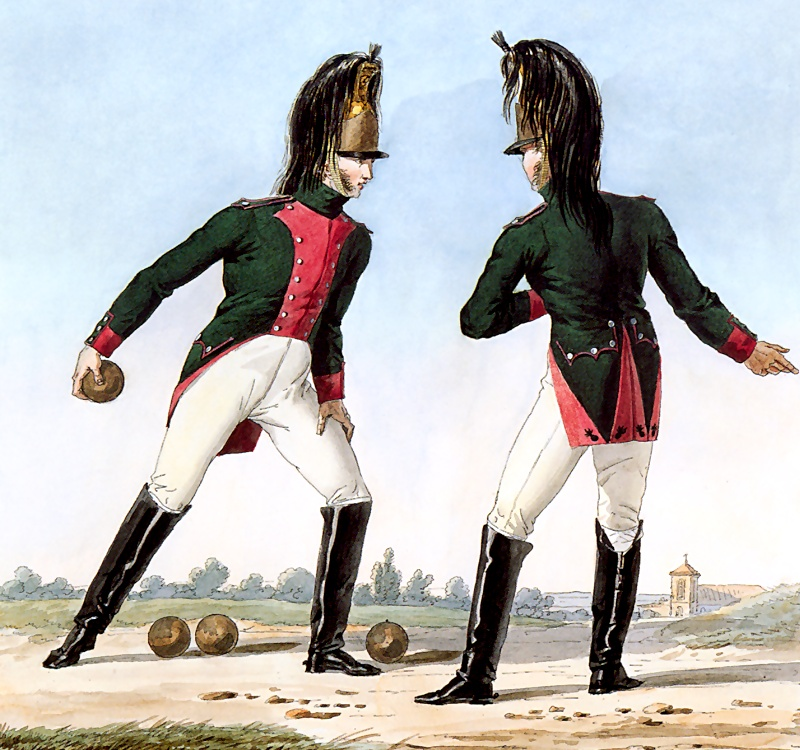
Uniforme du 8e régiment de dragons, 1812.

- 1792 : il est à l'Armée des Alpes puis passe en
- 1793 : Armée du Rhin,
  - Siège de Mayence (1793)
- 1793 :
  - 26 décembre : 2e bataille de Wissembourg
- 1794 : Armée de la Moselle
- 1796-97: Armée d'Italie où il est cité pour le Siège de Mantoue (1796-1797) et la Bataille de Rivoli (1797).

1797-99 : deux années sur les rives du Rhin et du Danube. 
- 5 novembre 1799 : le régiment est une des trois unités qui participent au coup d'État du 18 brumaire.
- 1800: Armée de Réserve et se distingue à la bataille de Marengo.
- 1801-02 : au royaume de Naples.
- 1803 : en garnison à Orléans.
- 1804 : Armée des côtes de l'Océan.
- 1805-07: Grande Armée
  - 1805 :
    - 2 décembre : Bataille d'Austerlitz
- 1806 : Campagne de Prusse et de Pologne
  - 14 octobre : Bataille d'Iéna
- 1807 :
  -     - 8 février : Bataille d'Eylau
- 1808-11: Espagne

- 1813 : Campagne d'Allemagne
  - 16-19 octobre : Bataille de Leipzig

- 1815 : il est dans le 1er corps d'armée, brigade Gobrecht lors de la bataille de Waterloo.

### De 1815 à 1848
- 1823: Espagne
- garnison  : Nevers  en 1825

### Second Empire
guerre franco-allemande de 1870
- Ayant retrouvé définitivement son nom, le 8e régiment de dragons se bat furieusement à Borny, Gravelotte, Saint-Privat puis est bloqué dans Metz avec l’armée de Bazaine.

Le 26 novembre 1870 eut lieu le combat de Lorcy ou fut engagé 1 escadron du 8e dragons.

### De 1871 à 1914
Durant la Commune de Paris en 1871, le régiment participe avec l'armée versaillaise à la semaine sanglante.
Le régiment est à Lunéville en 1877,  avec le prince Robert d'Orléans (1840-1910), comme commandant en second. En mars 1877 2 escadrons stationnent à Baccarat. 

### Première Guerre mondiale
Le 8e dragons prend part à la bataille de la Marne et pendant trois années, ses escadrons combattent à pied dans les tranchées.
En 1918, la ruée allemande s’efforce de percer le front français, la 2e Division à laquelle appartient le 8e Dragons est jetée dans la brèche vers Amiens d’abord, puis aux monts de Flandres et en mai sur l’Aisne.

### Entre-deux-guerres

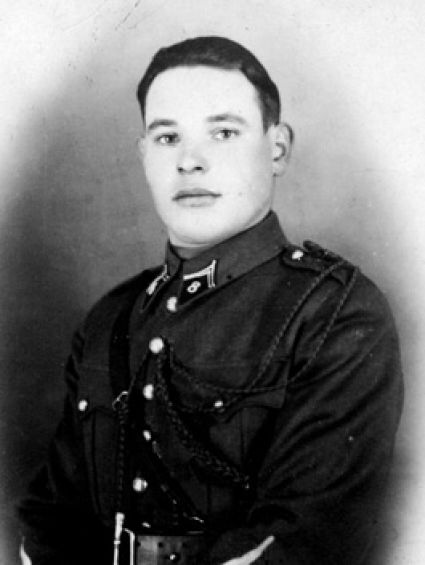
Un cavalier du 8e dragons de Lunéville vers 1932-1935 (Yves Guellec).

Le régiment est caserné à Lunéville.

### Seconde Guerre mondiale

#### 1939
Le 8e régiment de dragons constitue la 4e brigade de cavalerie (4e BC) avec le 31e régiment de dragons. Cette brigade fait d'abord partie de la 2e division de cavalerie. En février 1940, les divisions de cavalerie sont transformées en divisions légères de cavalerie (DLC) et cette brigade est alors affectée à la 4e DLC. Cette division doit participer à la manœuvre retardatrice en Ardenne en avant de la 9e armée dont elle dépend dans le cadre du plan Dyle en occupant d'abord la Meuse entre le fort de Dave et Yvoir, puis en poussant au-delà du fleuve, pour couvrir l'avance de l'aile gauche de l'armée. La 4e BC suivra derrière le « groupement nord » de la division lequel doit progresser sur l'axe La Capelle – Trélon – Mettet – Saint-Gérard – Godinne – Assesse – Durbuy.

#### 1940
En mai 1940, au moment de l'attaque allemande le 8e régiment de dragons est alors composé de quatre escadrons de cavaliers et d'un escadron d'armes lourdes hippomobile, pour un effectif total de 900 hommes et 1200 chevaux. Il est taillé en pièces entre le 10 et le 24 mai, il combat en Belgique puis en France, 15 % de ses effectifs étant mis hors de combat, 50 % étant faits prisonniers.
À partir du 24 mai, le 8e dragons est reconstitué sur chars Hotchkiss H35 et Hotchkiss H39, il est intégré à la 7e division légère mécanique, qui naît de la réorganisation de la 4e DLC.
Les 42 chars du régiment disparaissent au cours des durs combats du mois de juin 1940. Le 16 juin, faute de matériel et de personnel, le 8e régiment de dragons a totalement cessé d'exister. 

#### 1941

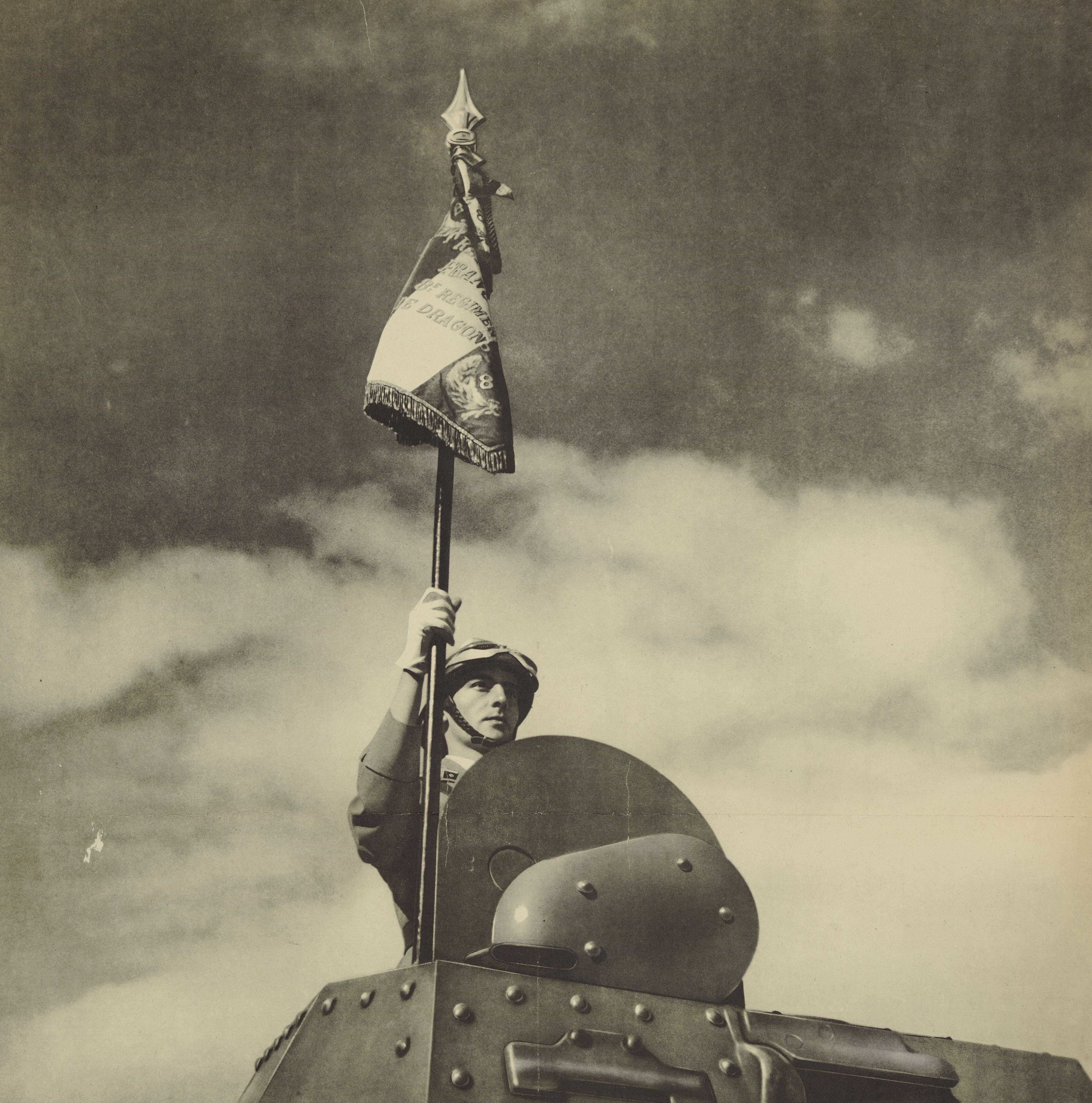
Porte-étendard du 8e régiment de dragons dans la tourelle d'une AMD Panhard 178, sous Vichy.

Il fait ensuite partie de l’armée d'Armistice à Issoire. Il forme le régiment de cavalerie attaché à la 13e division militaire (Clermont-Ferrand). Un tel régiment regroupe deux escadrons montés, deux escadrons à cheval, trois escadrons cyclistes (équipés notamment de mitrailleuses et de mortiers de 81) et d'un escadron d'AMD Panhard 178 privées de canon antichar.

#### 1942
Le régiment est dissous le 27 novembre 1942 après l’invasion allemande de la Zone Libre et le sabordage de la flotte française à Toulon. Ses éléments passent dans le maquis. 

#### 1944
Le régiment est réformé par des Maquisards et prend part à la Libération de l'Auvergne, en combattant notamment sur le secteur de Brioude.

#### 1945
Il prend part à la campagne d’Alsace et d’Allemagne jusqu’au 8 mai 1945 qui le voit sur les rives du lac de Constance. Sa conduite lui vaut la Croix de Guerre 1939-1945.
Pendant ce temps, le 1er régiment de Spahis Marocains a combattu lui aussi en Syrie (mais du côté des forces du Régime de Vichy). Renvoyé au Maroc il combat contre les Américains lors de leur débarquement en Afrique du Nord, puis dans l'Armée de la Libération il participe aux combats de Royan en 1945. Il est finalement dissout et fusionné avec le 8e régiment de dragons.

### De 1945 à nos jours

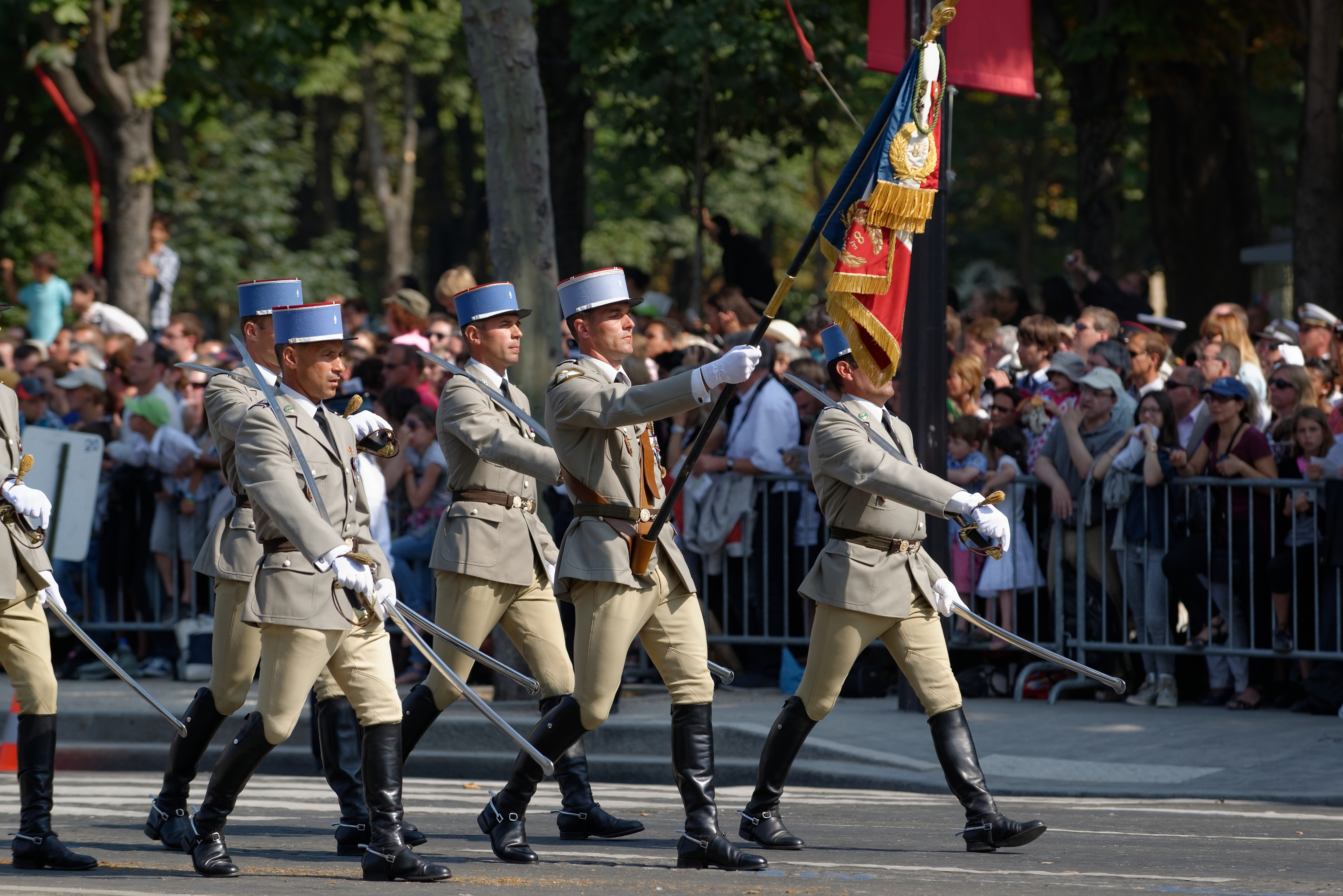
Le Centre sportif d'équitation militaire portant l'étendard du 8e Dragons lors du défilé militaire du 14 juillet 2013

De 1946 jusqu’en 1952, le 8e Dragons tient garnison à Poitiers puis est envoyé en Allemagne à Saarburg. En octobre 1956, il participe à une ultime campagne en Afrique, son 1er escadron débarquant à Suez. Le 1er février 1964, son étendard et son appellation sont transmis au 4e Hussards installé à Morhange. Le régiment basé à Morhange est dissous en 1977, son étendard est confié à l'École militaire d'équitation de Fontainebleau. La caserne est alors occupée le 1er juillet 1977 par le 61e régiment d’artillerie venant de Saint-Avold, les Diables noirs.

## Traditions et uniformes

### Insigne
À partir de 1953 l'insigne régimentaire du 8e régiment de dragons est un écu ancien portant les armoiries de la famille de Bourbon-Penthièvre posées sur une ancre et surmontées d'une couronne fleurdelisée, en pointe le chiffre 8 et l'inscription Penthièvre-Dragon. Pour un historique complet de l'insigne voir le numéro spécial de Symboles et traditions: Les dragons et leurs insignes, quatrième fascicule de la série des Insignes de l'Arme Blindée Cavalerie, numéro préparé par Jacques Sicard.
Devise du régiment en 1972 " qui s'y frotte s'y pique "

### Devise
Terraque, marique (Et de la terre et de la mer)
°
" Où passe le vent, quand le diable y perdrait la queue, le 8° Dragon passera "

### Uniformes d’Ancien Régime

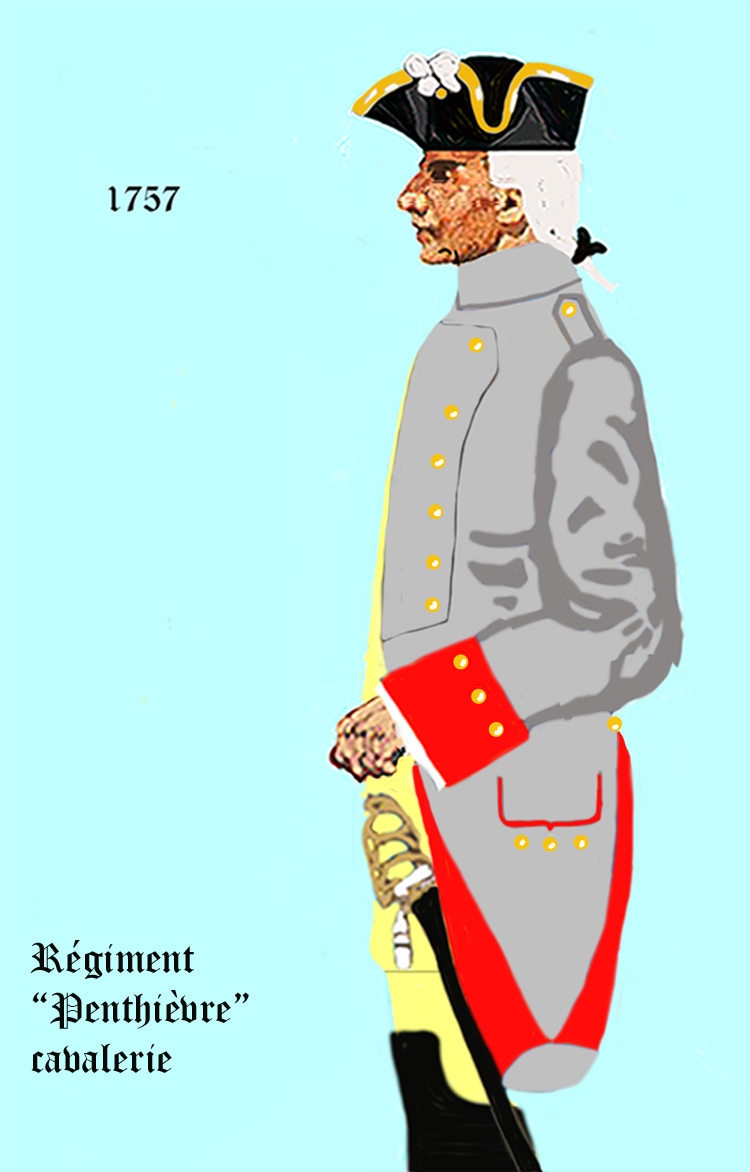
l' uniforme du régiment « Penthièvre Cavalerie » en 1757

### Étendard

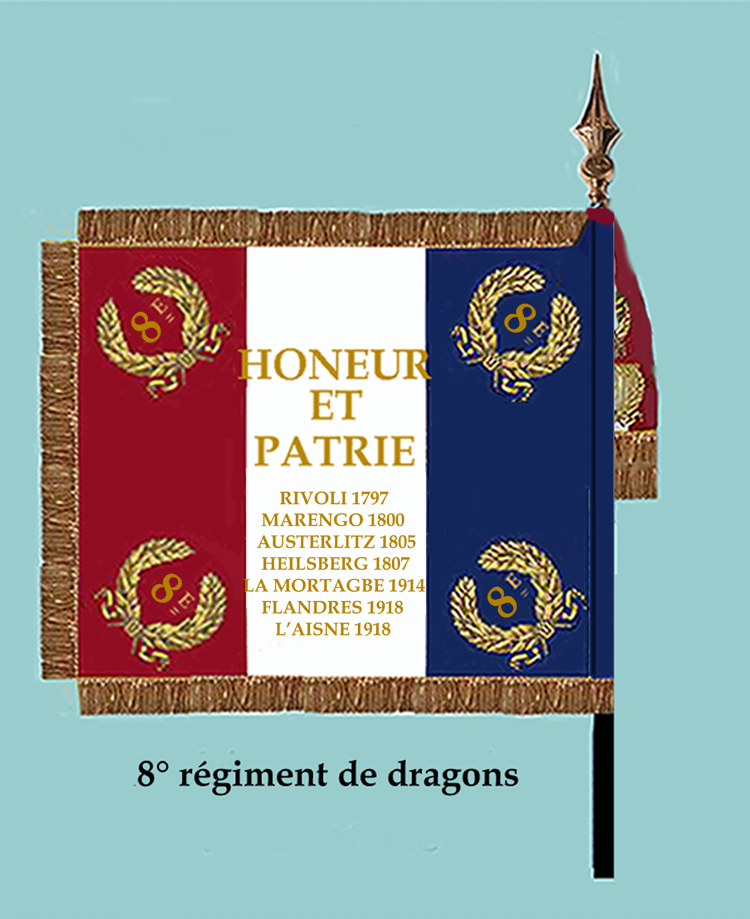
Revers de l'étendard du 8e régiment de dragons.

Il porte, cousues en lettres d'or dans ses plis, les inscriptions suivantes :
- Rivoli 1797
- Marengo 1800
- Austerlitz 1805
- Heilsberg 1807
- La Mortagne 1914
- Flandres 1918
- L'Aisne 1918

### Décorations
Sa cravate est décorée:
De la croix de guerre 1914-1918 avec 2 palmes et une étoile de vermeil, et de la croix de guerre 1939-1945 avec une étoile d'argent.

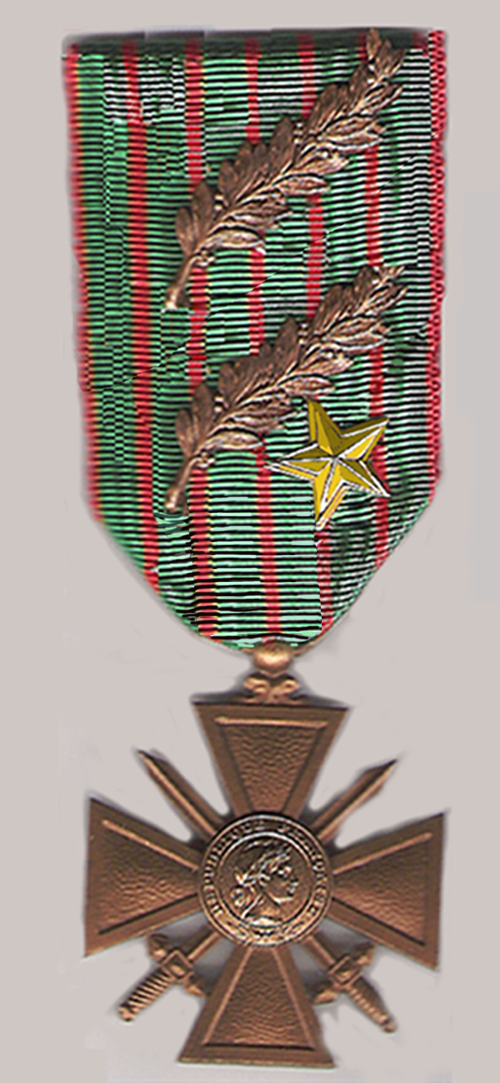
avec 2 palmes et une étoile de vermeil (1914-1918)
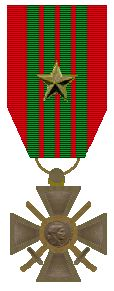
avec une étoile d'argent (1939-1945)

## Personnages célèbres ayant servi au8erégimentde dragons

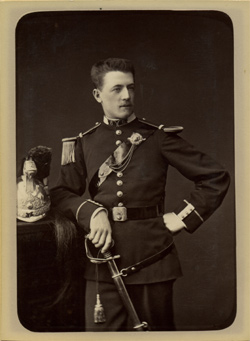
Charles-Marie de Mac Mahon (1856-1894), portant la porte la tenue d'officier en service entre 1871 et 1883, avec la giberne.

- Louis Jean Nicolas Abbé (1764-1834), général d'empire, capitaine au 8e dragons en 1798,
- Bernard Chevignard (1913-1944), compagnon de la Libération, fit son service militaire au 8e dragons dès 1933.
- Yves Guellec (1913-1944), compagnon de la Libération, est brigadier au 8e dragons en 1932,
- Charles-Marie de Mac-Mahon (1856-1894), 5e marquis d'Éguilly, sous-lieutenant au 8e dragons (1877),
- Jacques Nompar de Caumont La Force (1882-1910), lieutenant aviateur tué en service commandé, sous-lieutenant au 8e dragons en 1906
- Antoine Rémy (1764-1848), engagé au 8e dragons[Information douteuse] en 1783,